# Heterolocha hypochrysea
Heterolocha hypochrysea är en fjärilsart som beskrevs av Louis Beethoven Prout 1929. Heterolocha hypochrysea ingår i släktet Heterolocha och familjen mätare. Inga underarter finns listade i Catalogue of Life.